# Molibdita
Molibdite (português europeu)  ou molibdita (português do Brasil) é um mineral de ocorrência natural e se apresenta na forma de trióxido de molibdênio MoO3. Seus cristais apresentam a forma de agulha e cristalizam no sistema ortorrômbico. O mineral ferrimolibdita é muitas vezes identificado incorretamente com a molibdita.